# Kostel svatého Jakuba Většího (Vroutek)
Kostel svatého Jakuba Většího ve Vroutku je filiální římskokatolický kostel z konce 12. století. Románská stavba je nejstarší sakrální památkou a zároveň stavbou ve městě Vroutek v okrese Louny v Ústeckém kraji. Při severozápadní straně kostela stávala tvrz, která byla obytným sídlem vroutecké vrchnosti. Z tvrze bylo možné z prvního podlaží vejít po dřevěné lávce přímo na tribunu kostela. Kostel je dnes v majetku města. Je chráněn jako kulturní památka.

## Historie a stavební vývoj
V první písemné zmínce o městě Vroutek z roku 1227 se uvádí, že jej tehdejší majitel Kojata IV. Hrabišic daroval klášteru křižovníků v Praze na Zderaze. První písemná zmínka o kostele ale pochází až z roku 1357. Tehdy opat benediktinského kláštera Porta Apostolorum instaloval do funkce faráře Jana, který do té doby působil v saském městě Sayda. Jan si vyměnil místo se svým stejnojmenným předchůdcem. Roku 1375 byl vroutecký farář Jan osobním kaplanem Boreše V. z Rýzmburka. Boreš zastával funkci zemského sudí a hejtmana České Falce. Ke kostelnímu jmění patřily tehdy tři pozemky v Chyších. Postoloprtští benediktini měli ale ke kostelu patronátní právo až do husitských válek.

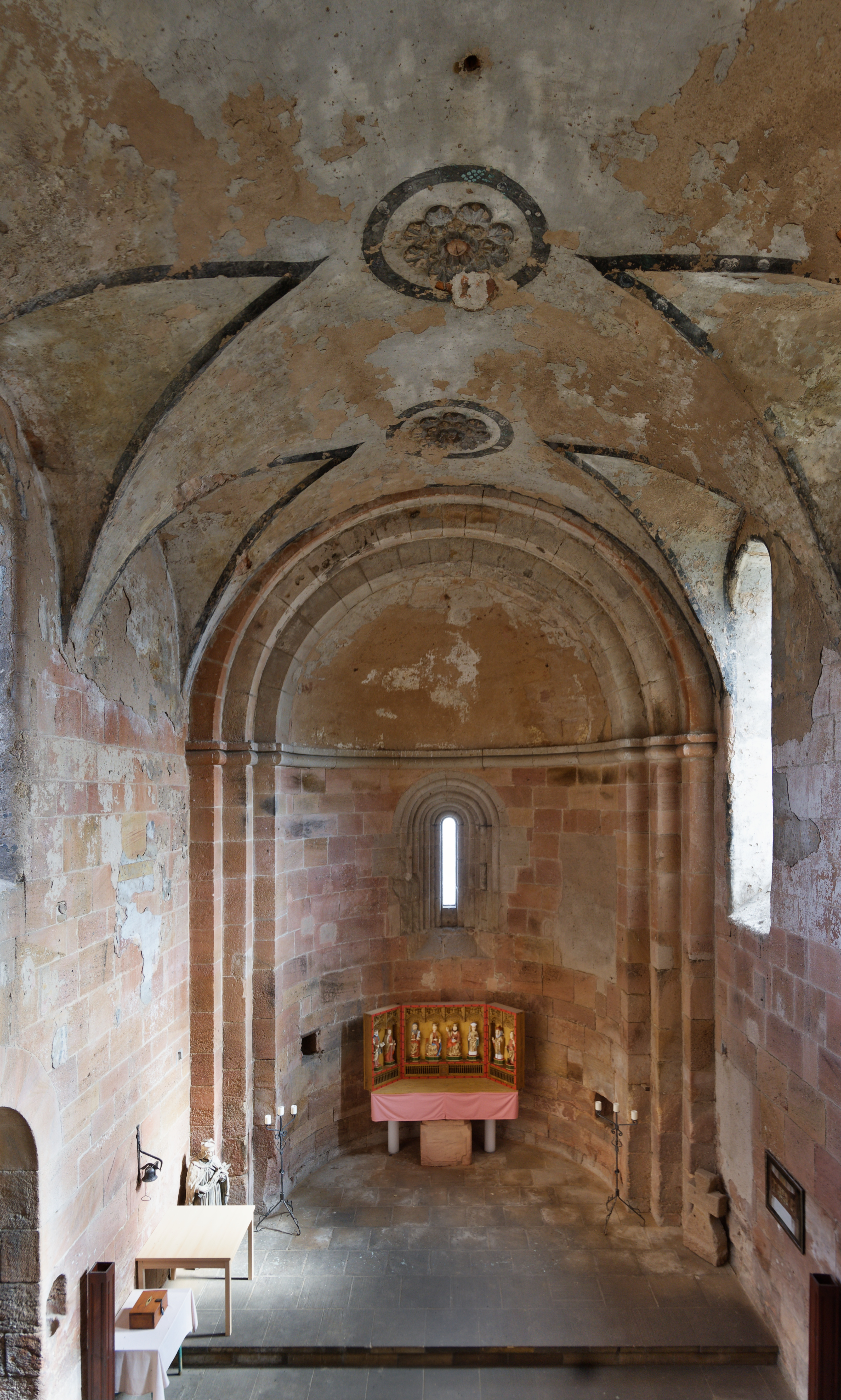
Apsida tvořená konchou

V konfirmačních a erekčních knihách, zachycujících obsazování farností a jejich obdarovávání patrony, je až do roku 1430 uvedeno mnoho vrouteckých plebánů. Zpřístupněny jsou na bázi Czech medieval sources, spravovaných Akademií věd České republiky. Problém s identifikací jednotlivých farářů spočívá v tom, že většina z nich má v pramenech pouze jméno Johannes. Za zmínku stojí farář Klement, který do Vroutku přišel v roce 1393 z města Rothenburg ob der Tauber v Bavorsku. V roce 1412 vedl farář Pavel před arcibiskupským soudem s městem spor v blíže neurčené záležitosti. Výsledkem bylo, že Pavel byl jmenovaný vikářem a s ním i všichni jeho následovníci. V roce 1415 pak farář Pavel odešel do Jesenice. Později, až do začátku třicetileté války, spravovali kostel protestantští duchovní. Jménem je známý jeden z nich. V roce 1617 koupil farář Mikuláš Groš pro svou manželku Sáru dům na náměstí, k němuž přináležely tři pozemky. V roce 1620 se kostel stal filiálním k Buškovicím. Roku 1716 byla ve Vroutku zřízena expozitura a v roce 1784 lokálie. Ta se však už týkala novějšího kostela svatého Jana Křtitele, Svatý Jakub se už k církevním účelům nepoužíval.
Původně tvořil kostel opevněný komplex spolu se šlechtickým sídlem Hrabišiců. To objevil asi šest metrů severozápadně od kostela archeolog Antonín Hejna při výzkumu v roce 1973. Komplex byl na svém obvodu od okolí oddělen příkopem, jehož šířka dosahovala asi třináct metrů, a palisádovou hradbou. Archeologické výzkumy v okolí kostela v letech 1973, 2003 a 2016 objevily šedesát kostrových hrobů, nejstarší z nich z první poloviny 13. století.

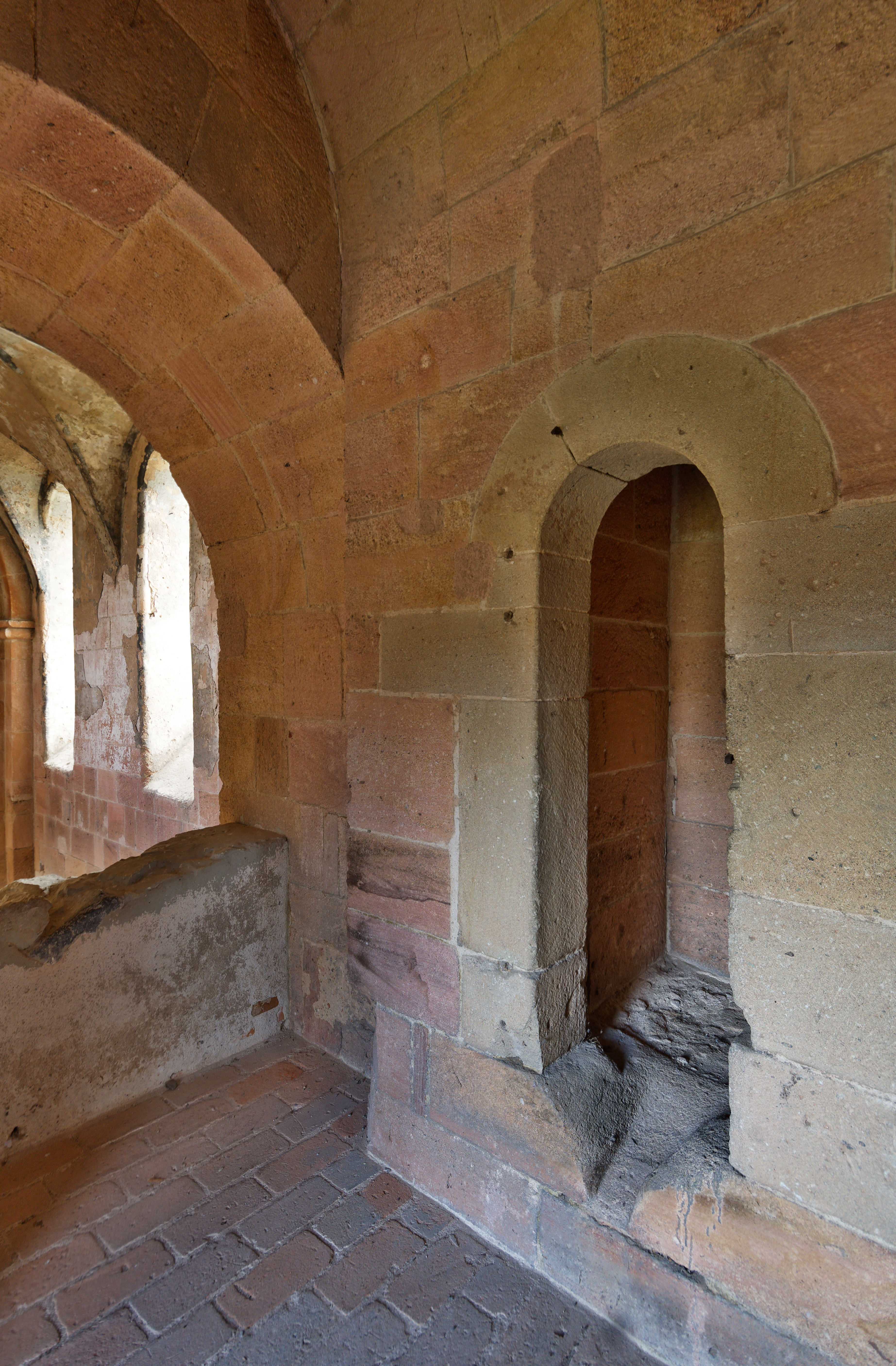
Vstup na tribunu

Ještě v roce 2017 byl kostel, v souladu s většinou starší literatury, považovaný za dílo první čtvrtiny 13. století. Radiokarbonový rozbor dřeva kuláče, zazděného do záklenku vstupu z věže do lodi, však přinesl překvapivý výsledek. S pravděpodobností 91 % byl stanoven interval skácení stromu do let 1155–1200 a s pravděpodobností 68 % do let 1162–1194. Z toho vyplývá, že v roce 1227, kdy Kojata Hrabišic III. daroval Vroutek křižovníkům, už kostel stál. Jeho stavitelem tudíž mohl být jeho otec, Kojata III. Hrabišic.

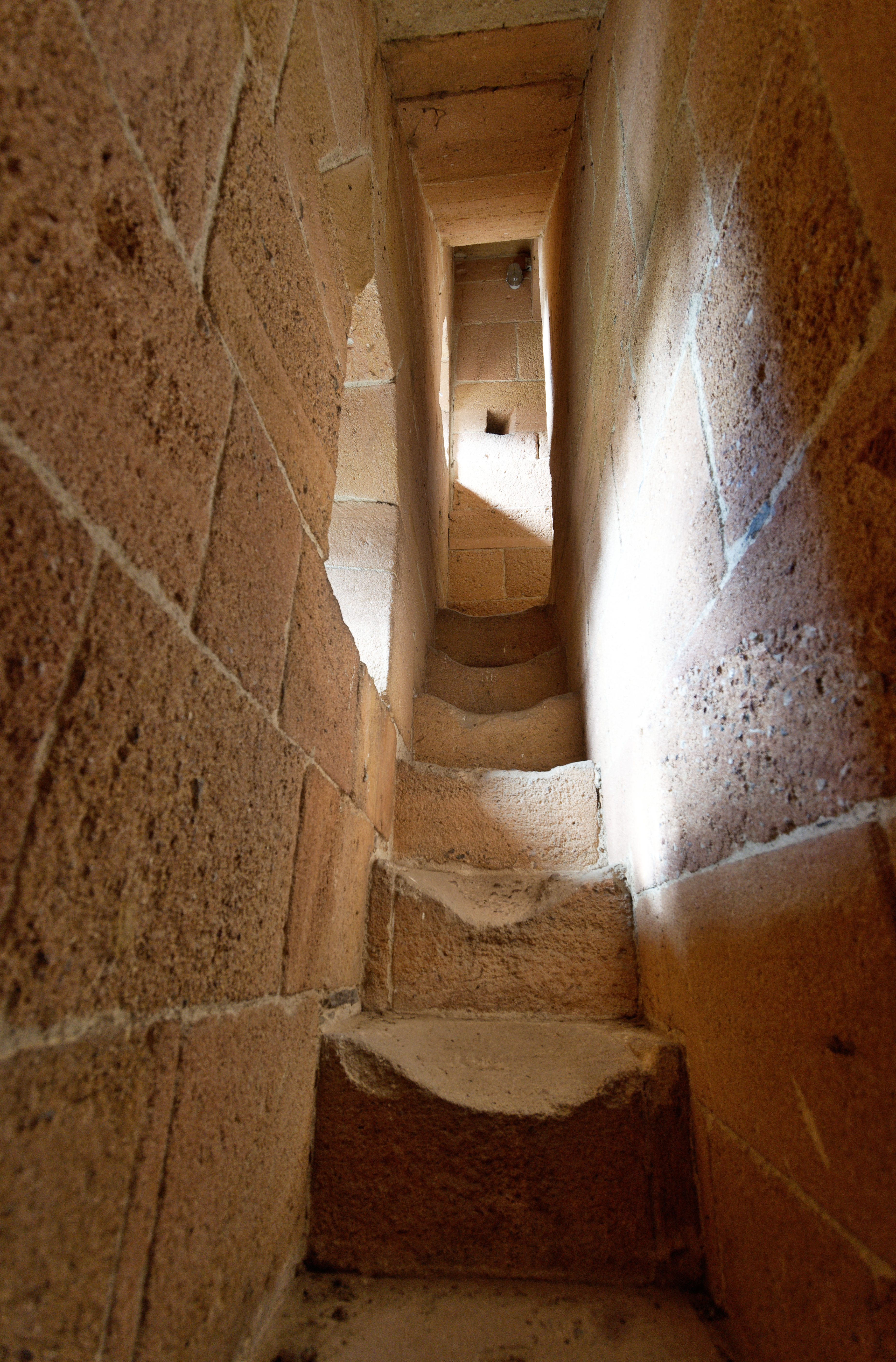
Schodiště na věž v síle zdiva

Původní románský tribunový kostel byl upraven v roce 1593. V polovině 19. století byl na epištolní straně kostela patrný latinský a český nápis, podle kterého nechal kostel toho roku restaurovat tehdejší majitel Vroutku, Vladislav Hrobčický z Hrobčic. V plném  znění je nápis zachycen ve vlastivědě žateckého okresu, vydané v roce 1828. Z 90. let 16. století pochází klenba lodi. Roku 1694 byl nad lodí zhotoven nový krov. V 18. století bylo přestavěno zvonové patro věže. Další oprava proběhla v roce 1936 a také v sedmdesátých letech 20. století. Do té doby autentická podoba kostela byla tehdy narušena. Po roce 1945 byl kostel pro bohoslužbu využíván pravoslavnou církví. V roce 2009 byl do věže umístěn nový zvon ulitý v Nizozemsku.

## Architektura

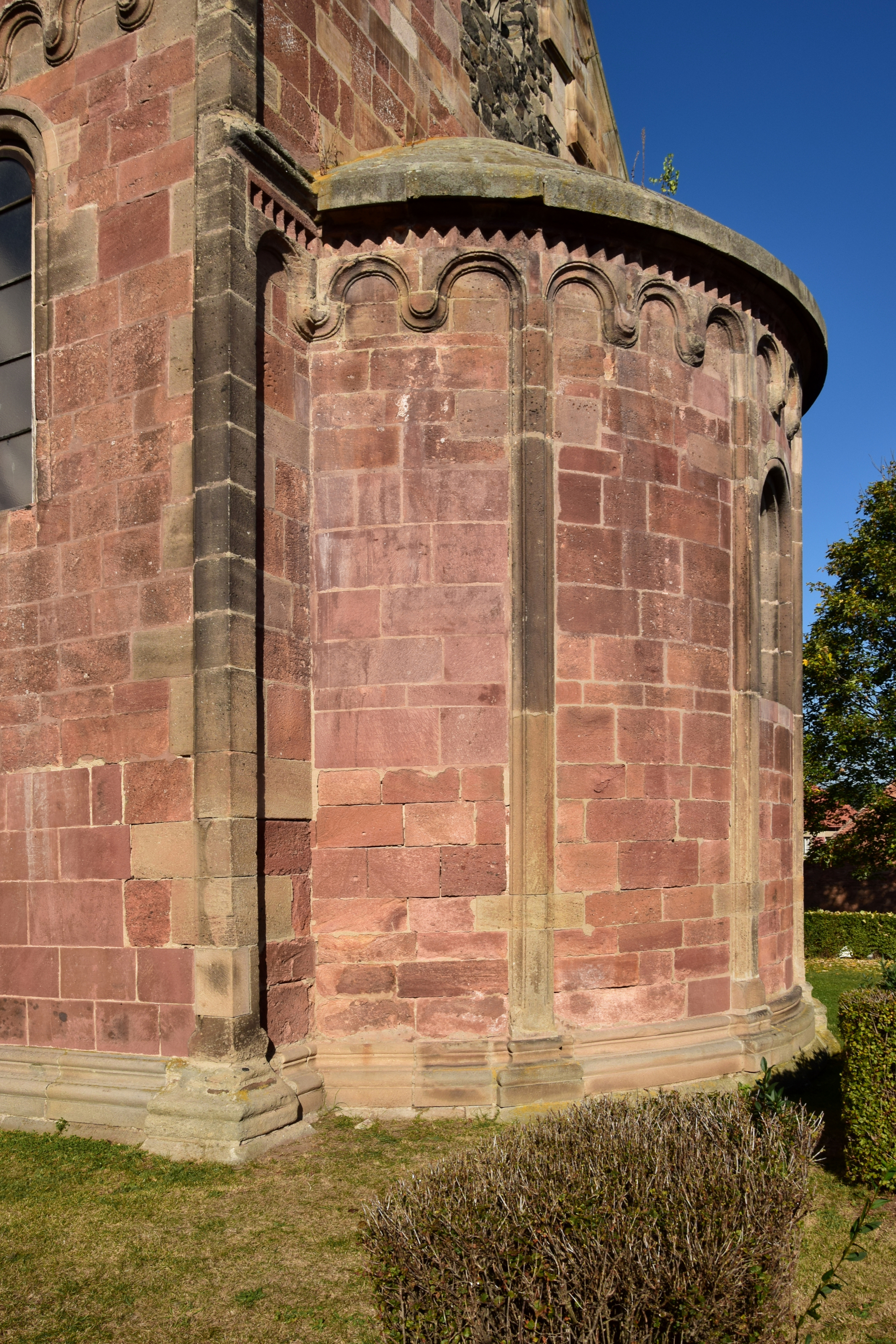
Apsida

Kostel je jednolodní s užší, půlkruhovou apsidou na východní straně a s hranolovou čtyřpatrovou věží v západním průčelí. Vnější stěny jsou členěny lizénami, zubořezem a obloučkovým vlysem. Na severní straně lodi je půlkruhový portál z doby vzniku kostela. Na východním průčelí kostela se nachází trojúhelníkový štít a socha svatého Jakuba ve výklenku. Střechy jsou kryté šindely. Ve věži kostela je zvon pocházející z roku 1591. Ten byl ovšem podle nápisu ulit pro stejnojmenného předchůdce dnešního kostela svatého Jana Křtitele, který na jeho místě stával nejpozději od 16. století.
V ose apsidy je štěrbinové románské okno s ústupky. Loď je z bloků červeného pískovce, vlysy a římsy z pískovce bílého. Loď měla původně plochý strop, později získala valenou klenbu s výsečemi. Tribuna spočívá na dvou pilířích. Původně byla podklenuta třemi poli křížové klenby, které byly odděleny masívními pásy. Klenba byla odstraněna a dnešní kruchta je podklenuta valeně. V kostele jsou možné stopy nástěnných maleb. Západní část portálu do věže je zdobena románskou plastikou vousaté hlavy.

### Galerie

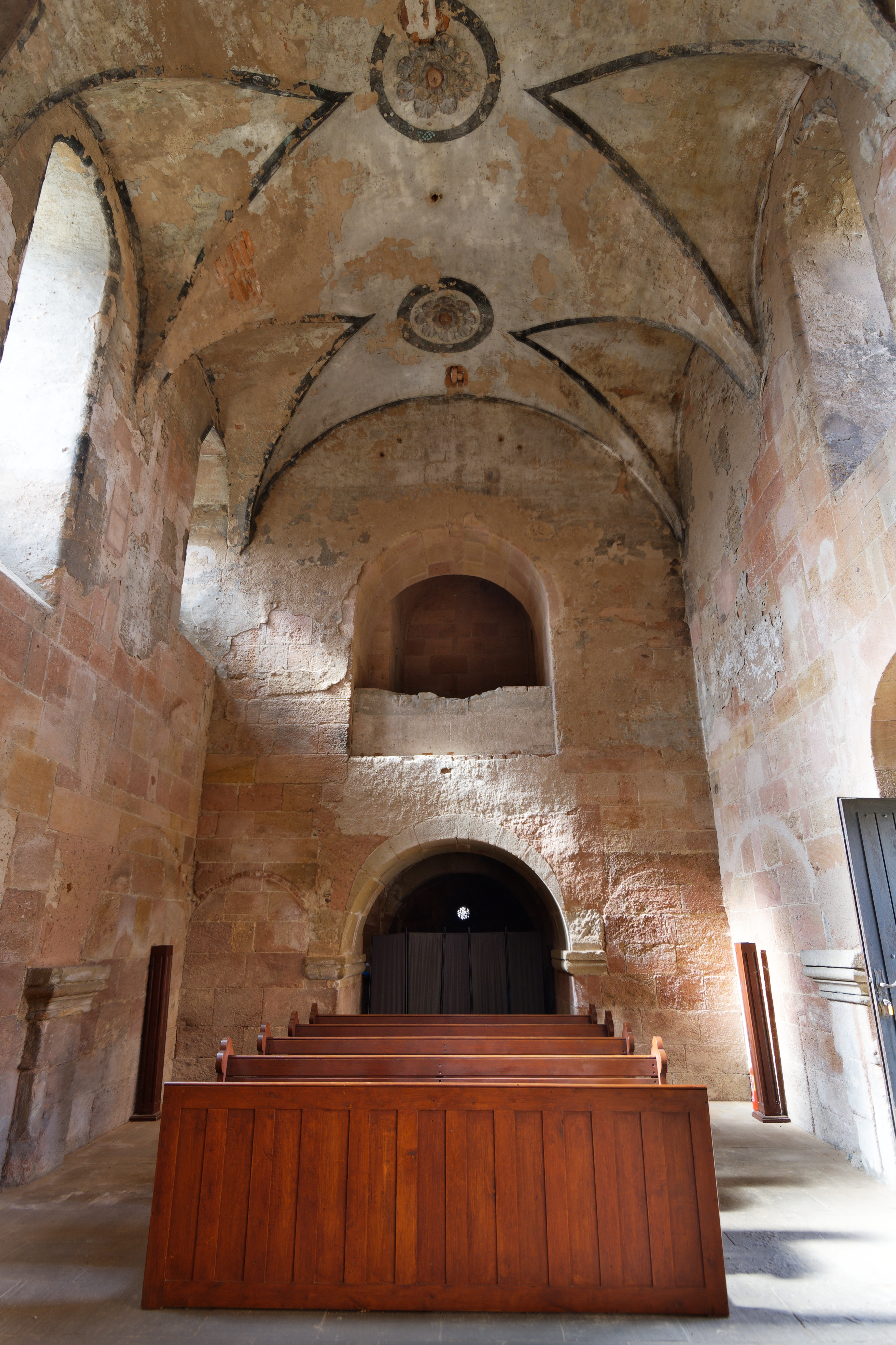
Pohled na tribunu
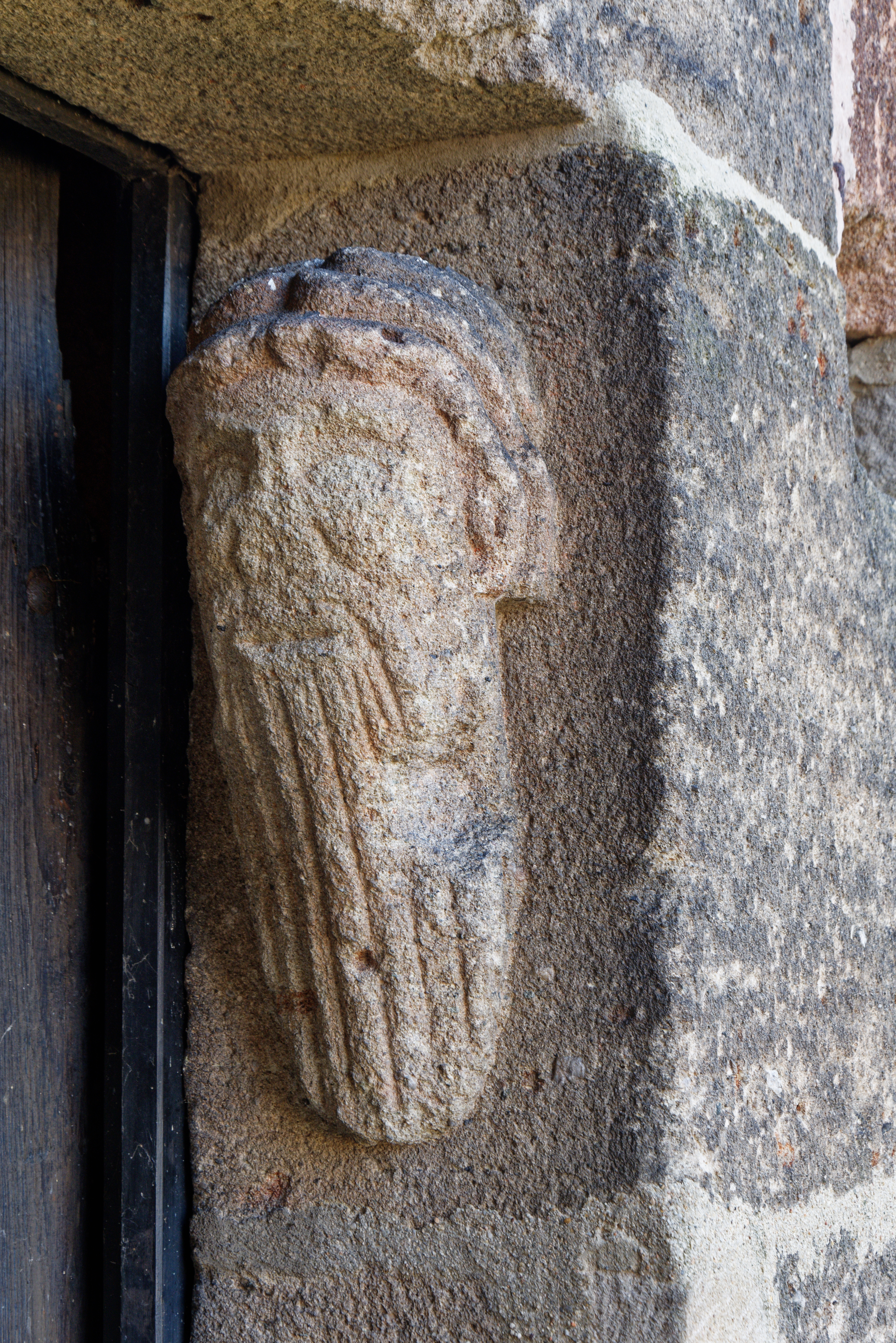
Plastika vousatého muže u portálu do věže
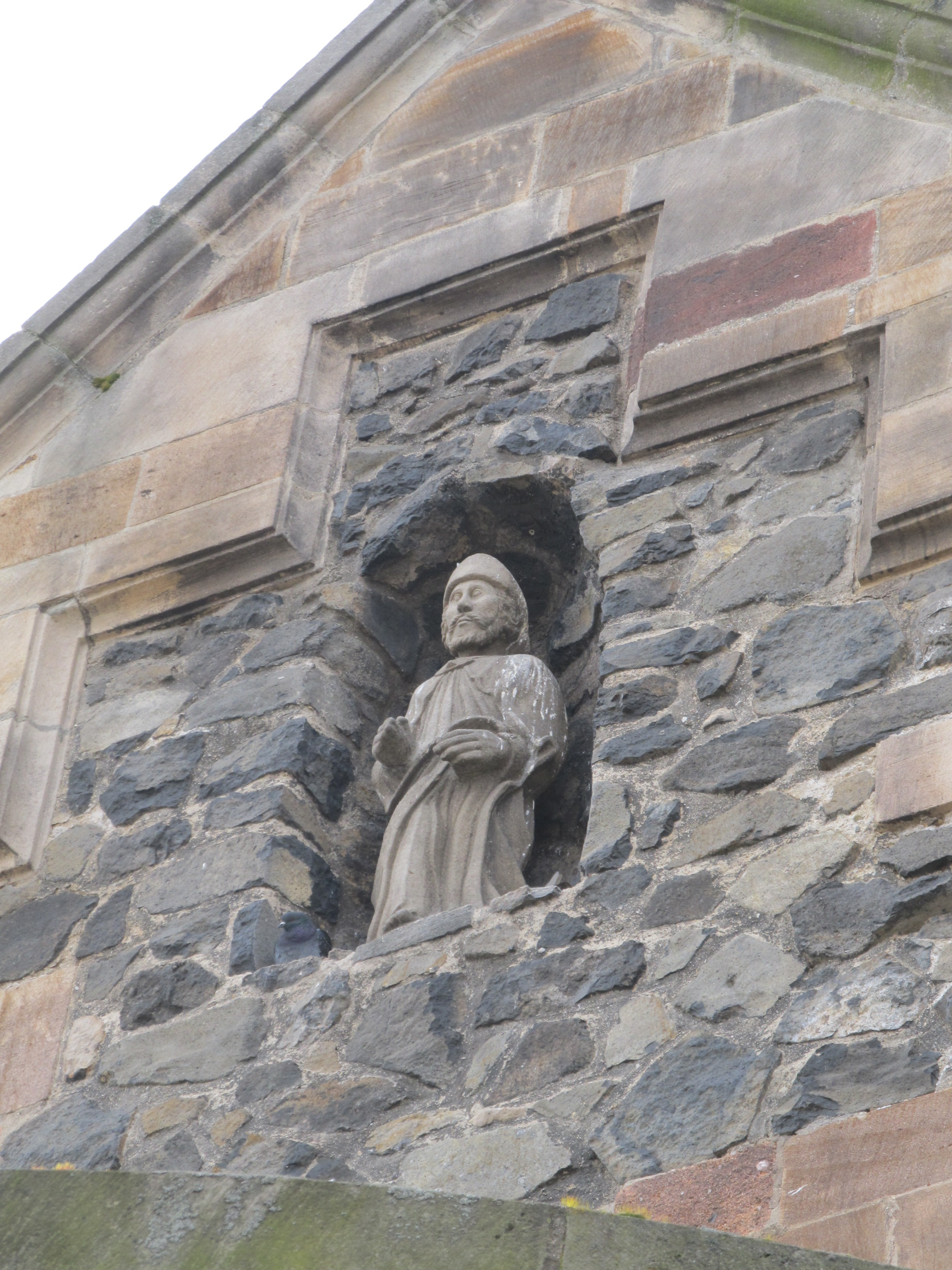
Plastika sv. Jakuba na východním štítu kostela
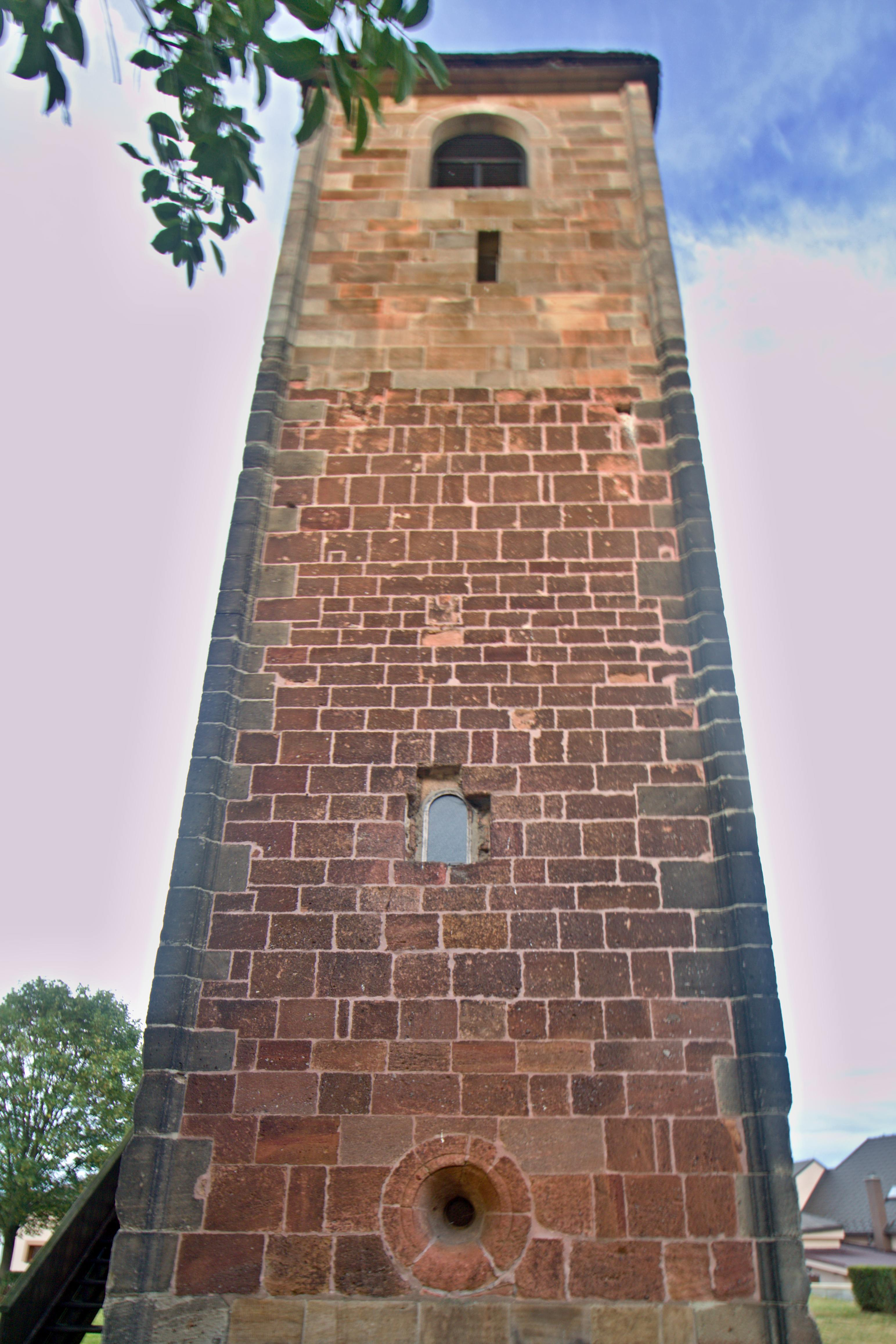
Západní průčelí věže
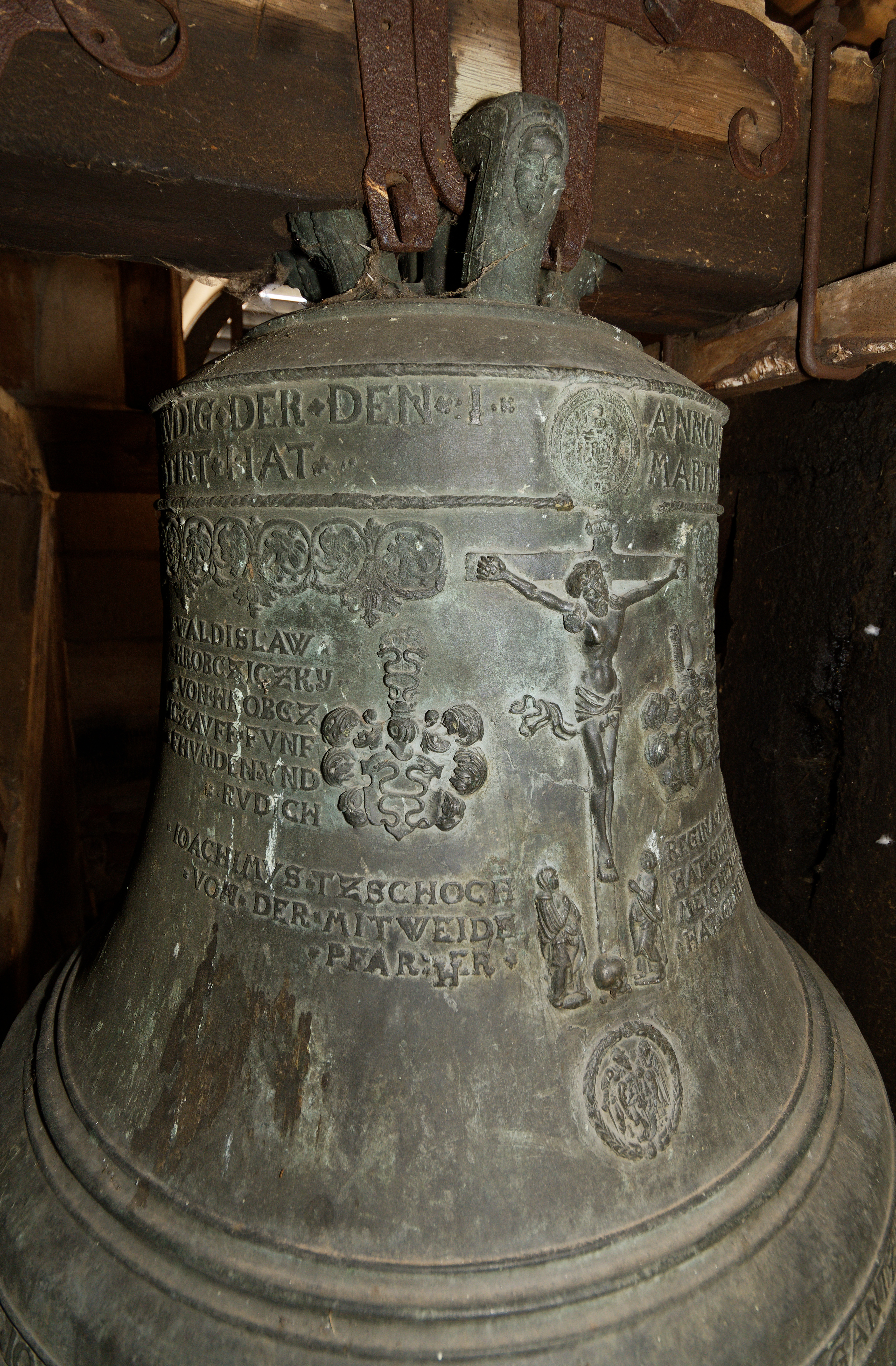
Zvon z roku 1591 ve věži
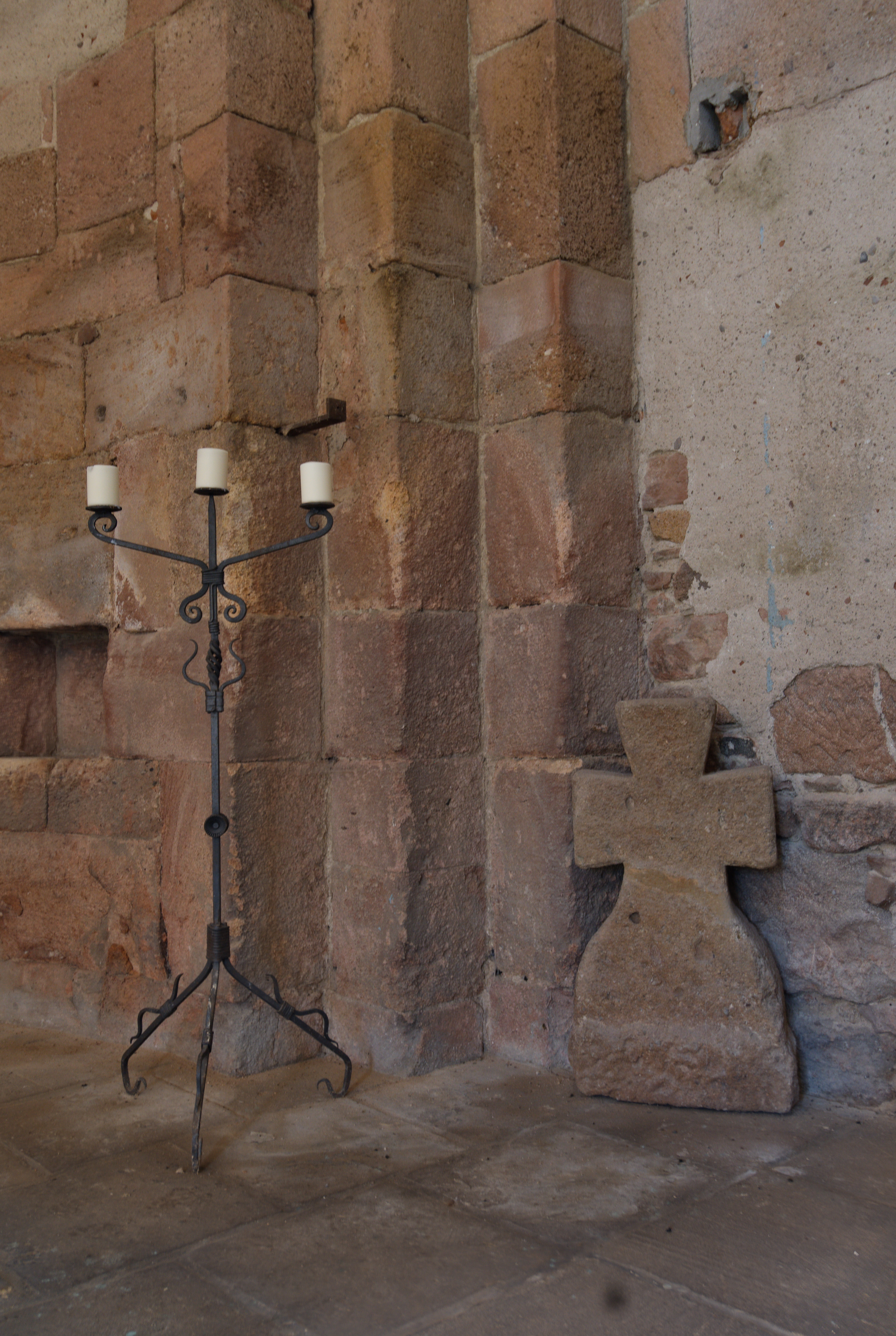
Smírčí kříž (?) a pilastry vítězného oblouku